# 배틀액스 작전
배틀액스 작전(Operation Battleaxe)은 1941년 6월 15일부터 1941년 6월 17일까지 제2차 세계 대전의 서부 사막 전역에서 일어난 영국군의 군사 작전으로 리비아 키레나이카에서 진행되었다.
에르빈 롬멜이 지휘하는 추축국 군대는 1941년 4월부터 5월까지 일어난 포위전 끝에 영국을 비롯한 연합국 군대가 점령하고 있던 투브루크를 포위했다. 1941년 5월부터 브레비티 작전(Operation Brevity)을 실시한 영국군은 추축국의 투브루크 포위망을 돌파하기 위해 독일군을 격퇴했다.
1941년 6월 15일 영국군 제4인도 사단 예하의 2개 여단이 연안 지역에 있던 할파야 고개(Halfaya Pass)를 공략했고 영국군 제7기갑사단 예하의 3개 여단이 내륙 지역에 있던 카푸초 요새(Fort Capuzzo)를 공략했다. 할파야 고개는 독일군 수비대가 88mm 고사포로 응수하면서 영국군 탱크에 큰 타격을 줬기 때문에 함락되지 않았다. 영국군 제7기갑사단은 어느 정도 전진에 성공했지만 독일군 제15기갑사단의 반격으로 인해 진격을 멈췄다. 독일군 제5사단의 우회 포위 때문에 진격을 개시하면 독일군에게 포위되는 것을 두려워한 영국군이 철수하면서 작전은 종료되었다.